# آنگوس جان بیتمن
آنگوس جان بیتمن (انگلیسی: Angus John Bateman؛ 1919 – ۱۹۹۶ (۷۶−۷۷ سال)) دانشمند در زمینه ژنتیک اهل انگلستان بود. او بیش از همه به دلیل مطالعه سال ۱۹۴۸ خود در مورد انتخاب جنسی در مگس‌های طاووسی که اصل بیتمن را پایه‌گذاری کرد، مشهور است.